# Вайомінг (Нью-Йорк)
Вайомінг (англ. Wyoming) — селище (англ. village) в США, в окрузі Вайомінг штату Нью-Йорк. Населення — 377 осіб (2020).

## Географія
Вайомінг розташований за координатами 42°49′27″ пн. ш. 78°5′3″ зх. д. / 42.82417° пн. ш. 78.08417° зх. д. (42.824064, -78.084128).  За даними Бюро перепису населення США в 2010 році селище мало площу 1,73 км², уся площа — суходіл.

## Демографія
Згідно з переписом 2010 року, у селищі мешкали 434 особи в 159 домогосподарствах у складі 123 родин. Густота населення становила 251 особа/км².  Було 171 помешкання (99/км²).
Расовий склад населення:
| - 97,7 % — білих - 0,5 % — чорних або афроамериканців |

До двох чи більше рас належало 0,9 %. Частка іспаномовних становила 0,9 % від усіх жителів.
За віковим діапазоном населення розподілялося таким чином: 27,4 % — особи молодші 18 років, 60,2 % — особи у віці 18—64 років, 12,4 % — особи у віці 65 років та старші. Медіана віку мешканця становила 35,8 року. На 100 осіб жіночої статі у селищі припадало 100,9 чоловіків;  на 100 жінок у віці від 18 років та старших — 95,7 чоловіків також старших 18 років.
Середній дохід на одне домашнє господарство  становив 57 037 доларів США (медіана — 47 917), а середній дохід на одну сім'ю — 64 138 доларів (медіана — 55 417). Медіана доходів становила 46 875 доларів для чоловіків та 36 500 доларів для жінок. За межею бідності перебувало 11,0 % осіб, у тому числі 13,9 % дітей у віці до 18 років та 9,1 % осіб у віці 65 років та старших.
Цивільне працевлаштоване населення становило 158 осіб. Основні галузі зайнятості: освіта, охорона здоров'я та соціальна допомога — 34,8 %, виробництво — 22,2 %, роздрібна торгівля — 12,0 %, публічна адміністрація — 7,0 %.